# Jemma Lowe
Jemma Louise Lowe (Hartlepool (Engeland), 31 maart 1990) is een Britse zwemster. Ze vertegenwoordigde haar vaderland op de Olympische Zomerspelen 2008 in Peking en op de Olympische Zomerspelen 2012 in Londen. Op de kortebaan is Lowe medehoudster van het Europees record op de 4x100 meter wisselslag.

## Carrière
Lowe maakte haar internationale debuut, namens Wales, op de Gemenebestspelen 2006 in Melbourne. Op dit toernooi eindigde ze als zesde op de 200 meter vlinderslag en als zevende op de 100 meter vlinderslag, op de 50 meter vlinderslag strandde ze in de halve finales.
Tijdens de Europese kampioenschappen zwemmen 2008 in Eindhoven veroverde de Britse samen met Elizabeth Simmonds, Kate Haywood, en Francesca Halsall de Europese titel op de 4x100 meter wisselslag, het kwartet verbeterde tevens het Europees record. Op de Britse kampioenschappen zwemmen 2008 in Sheffield plaatste Lowe zich voor de Olympische Spelen, op de 100 en de 200 meter vlinderslag en de 4x100 meter wisselslag. In Manchester nam de Britse deel aan de wereldkampioenschappen kortebaanzwemmen 2008. Op dit toernooi sleepte ze de bronzen medaille in de wacht op de 100 meter vlinderslag en eindigde ze als vierde op de 200 meter vlinderslag, op de 50 meter vlinderslag werd ze uitgeschakeld in de series. Samen met Simmonds, Haywood en Halsall sleepte ze de bronzen medaille in de wacht op de 4x100 meter wisselslag, het viertal wist ook het Europees record te verbeteren. Tijdens de Olympische Zomerspelen van 2008 in Peking eindigde Lowe als zesde op de 100 meter vlinderslag en strandde ze in de halve finales van de 200 meter vlinderslag. Op de 4x100 meter wisselslag eindigde ze samen met Gemma Spofforth, Kate Haywood en Francesca Hallsall op de vierde plaats, het kwartet verbeterde tevens het Europees record. Op de Europese kampioenschappen kortebaanzwemmen 2008 in Rijeka sleepte de Britse de bronzen medaille in de wacht op de 200 meter vlinderslag en eindigde ze als zevende op de 100 meter vlinderslag, op de 50 meter vlinderslag en de 200 meter vrije slag werd ze uitgeschakeld in de series.

### 2009-heden
In Rome nam Lowe deel aan de wereldkampioenschappen zwemmen 2009, op dit toernooi strandde ze in de series van zowel de 50 als de 100 meter vlinderslag.
Tijdens de Europese kampioenschappen zwemmen 2010 in Boedapest werd de Britse uitgeschakeld in de halve finales van zowel de 100 als de 200 meter vlinderslag. Samen met Elizabeth Simmonds, Stacey Tadd en Amy Smith zwom ze in de series van de 4x100 meter wisselslag, in de finale legde Smith samen met Gemma Spofforth, Kate Haywood en Francesca Halsall beslag op de Europese titel. Voor haar aandeel in de series ontving Lowe eveneens de gouden medaille. Op de Gemenebestspelen 2010 in Delhi veroverde Lowe de bronzen medaille op de 100 meter vlinderslag, daarnaast eindigde ze als vijfde op de 200 meter vlinderslag en als zesde op de 50 meter vlinderslag. Op de 4x100 meter wisselslag eindigde ze samen met Georgia Davies, Sara Lougher en Jazmin Carlin op de vierde plaats. In Dubai nam de Britse deel aan de wereldkampioenschappen kortebaanzwemmen 2010, op dit toernooi sleepte ze de zilveren medaille in de wacht op de 200 meter vlinderslag en strandde ze in de halve finales van de 100 meter vlinderslag.
Tijdens de wereldkampioenschappen zwemmen 2011 in Shanghai eindigde Lowe als zevende op de 200 meter vlinderslag en als achtste op de 100 meter vlinderslag. Samen met Georgia Davies, Kate Haywood en Amy Smith zwom ze in de series van de 4x100 meter wisselslag, in de finale eindigde Davies samen met Stacey Tadd, Ellen Gandy en Francesca Halsall op de zesde plaats. Op de Europese kampioenschappen kortebaanzwemmen 2011 in Szczecin legde de Britse, op zowel de 100 als de 200 meter vlinderslag, beslag op de zilveren medaille. Op de 4x50 meter wisselslag eindigde ze samen met Georgia Davies, Stacey Tadd en Amy Smith op de vierde plaats.
Bij de Olympische Zomerspelen 2012 werd Lowe zesde in de finale van de 200m vlinderslag.

## Internationale toernooien
| Jaar | Olympische Spelen                                                  | WK langebaan                                                                           | WK kortebaan                                                                    | EK langebaan                                                                               | EK kortebaan                                                                       | Gemenebestspelen                                                                   |
| ---- | ------------------------------------------------------------------ | -------------------------------------------------------------------------------------- | ------------------------------------------------------------------------------- | ------------------------------------------------------------------------------------------ | ---------------------------------------------------------------------------------- | ---------------------------------------------------------------------------------- |
| 2006 |                                                                    |                                                                                        | geen deelname                                                                   | geen deelname                                                                              | geen deelname                                                                      | 14e 50m vlinderslag 7e 100m vlinderslag 6e 200m vlinderslag                        |
| 2007 |                                                                    | geen deelname                                                                          |                                                                                 |                                                                                            | geen deelname                                                                      |                                                                                    |
| 2008 | 6e 100m vlinderslag 9e 200m vlinderslag 4e 4x100m wisselslag       |                                                                                        | 9e 50m vlinderslag · 100m vlinderslag · 4e 200m vlinderslag · 4x100m wisselslag | 4x100m wisselslag                                                                          | 15e 200m vrije slag · 23e 50m vlinderslag · 7e 100m vlinderslag · 200m vlinderslag |                                                                                    |
| 2009 |                                                                    | 26e 50m vlinderslag 17e 100m vlinderslag                                               |                                                                                 |                                                                                            | geen deelname                                                                      |                                                                                    |
| 2010 |                                                                    |                                                                                        | 9e 100m vlinderslag · 200m vlinderslag                                          | 10e 100m vlinderslag · 9e 200m vlinderslag · 4x100m wisselslag · Lowe zwom enkel de series | geen deelname                                                                      | 6e 50m vlinderslag · 100m vlinderslag · 5e 200m vlinderslag · 4e 4x100m wisselslag |
| 2011 |                                                                    | 8e 100m vlinderslag 7e 200m vlinderslag 6e 4x100m wisselslag Lowe zwom enkel de series |                                                                                 |                                                                                            | 100m vlinderslag · 200m vlinderslag · 4e 4x50m wisselslag                          |                                                                                    |
| 2012 | 6e 200m vlinderslag 8e 4x100m wisselslag Lowe zwom enkel de series |                                                                                        | 100 meter vlinderslag · 200 meter vlinderslag · 4e 4x100 meter wisselslag       | geen deelname                                                                              | geen deelname                                                                      |                                                                                    |
| 2013 |                                                                    | 9e 100m vlinderslag 13e 200m vlinderslag 6e 4x100m wisselslag                          |                                                                                 |                                                                                            | 12-15 december                                                                     |                                                                                    |

## Persoonlijke records
Bijgewerkt tot en met 13 augustus 2013

### Kortebaan
| Afstand          | Tijd    | Datum            | Plaats     |
| ---------------- | ------- | ---------------- | ---------- |
| 50m vlinderslag  | 26,50   | 10 april 2008    | Manchester |
| 100m vlinderslag | 56,66   | 16 december 2012 | Istanboel  |
| 200m vlinderslag | 2.03,19 | 12 december 2012 | Istanboel  |

### Langebaan
| Afstand          | Tijd    | Datum        | Plaats    |
| ---------------- | ------- | ------------ | --------- |
| 50m vlinderslag  | 26,71   | 31 juli 2009 | Rome      |
| 100m vlinderslag | 57,43   | 14 juni 2011 | Sheffield |
| 200m vlinderslag | 2.05,36 | 17 juni 2011 | Sheffield |